# Riverside (Nouvelle-Zélande)
Pour les articles homonymes, voir Riverside.
La ville Riverside   est située dans l'Île du Sud de la Nouvelle-Zélande.

## Situation
Le village de Riverside est une localité située au niveau de ‘Lower Moutere’, à proximité de la ville de  Motueka dans l’Île du Sud de la Nouvelle-Zélande.

## Histoire
Riverside est une des plus anciennes Communautés intentionnelles en Nouvelle-Zélande et elle a vu ses débuts quand en 1941, un groupe dit des 'Pacifistes chrétiens', a accepté d'adopter un mode de vie basé sur la coopération. Ils voulaient démontrer que c’était une alternative possible en pratique au mode de fonctionnement compétitif de la société normale, qui est, pour eux, une contribution majeure à la survenue de guerres.
L’un des organisateurs était le leader pacifiste Archibald Barrington (en).
Un de ces groupes contribua à la prise en charge d'une ferme de 30 acres de terrains agricoles et de vergers située au niveau de la vallée inférieure de 'Moutere Valley', et certains d'entre eux se déplacèrent pour venir vivre là. Plusieurs des membres fondateurs furent des  objecteurs de conscience durant la Seconde Guerre mondiale. Ces hommes passèrent les années de guerre en prison dans une ferme de la région de Taranaki, alors que leurs épouses et leurs enfants se déplacèrent vers la petite ferme de 'Lower Moutere'. Après la guerre, le 'Religious Charitable Riverside Community Trust (RCT) fut fondé et avec le temps, de nouvelles terres furent achetées et les terrains vallonnés formés de broussailles furent éclaircis et cultivés.

## Vie en communauté et aspect contemporain
Aujourd'hui, Riverside consiste en 208 hectares de terrains, principalement utilisés comme ferme laitière. Il y a un nombre croissant d'activités commerciales secondaires comprenant un café, un centre communautaire, des vergers, un jardin 'organique' et un magasin. Les revenus sont partagés et distribués en fonction de la taille de la famille plus qu'en fonction des occupations. Les structures de Riverside sont la propriété du Trust et il n'y a pas de propriété privée, tant pour les maisons que pour les voitures. Le fonds général de la communauté aide à assurer les besoins de base tels que la santé, les soins buccaux, l'électricité et le téléphone, alors que d'autres besoins sont partagés comme l'éducation ou les coûts des transports. Les communautés familiales vivent dans des maisons préfabriquées et les enfants suivent les cours des écoles locales ou choisissent une éducation à domicile.
Les produits de la ferme fournissent la viande, des produits laitiers, œufs et légumes pour les besoins des membres et des voisins. Il y a des repas partagés, en particulier chaque mercredi, qui sont ouverts à tout le monde. Les membres permanents étaient d'environ 20 adultes et 10 enfants mais un nombre limité de sympathisants, visiteurs et travailleurs volontaires peuvent parfois faire monter le nombre à 80 résidents.
Il y a plusieurs festivals et commémorations, qui se tenaient chaque année : le festival de printemps, la fête des moissons, le festival du solstice d'hiver et Pâques, Noël, le jour de la fondation de Riverside, Matariki, le jour International des objecteurs de conscience et la commémoration du jour de la paix Parihaka.

## Objectif Paix
Tous les membres sont responsables pour la gestion de la communauté et des installations et aussi des décisions, qui étaient prises en consensus lors de la réunion hebdomadaire. La communauté est engagée dans des actions environnementales et durables ainsi que de justice sociale à la fois localement et au niveau international. Tous les ans, des fonds étaient alloués pour assurer un support pour les autres organisations avec un programmes ayant pour but l'éradication de la pauvreté et la souffrance. La principale contribution à la paix est la promotion de ce mode de vie et l'adhésion des membres aux principes fondateurs de base ; “Si un groupe d'individus mettent en commun leurs ressources, coopèrent et vivent simplement, ils peuvent créer des ressources et un surplus de revenus, qui peuvent être utilisés pour le grand bien de la société”.septembre 2012

## Personnalités notables
- Archibald Charles Barrington (en)
- Hubert Reginald Holdaway (en)